# Bosansko Grahovo
Bosansko Grahovo je općina u zapadnom dijelu Bosne i Hercegovine.

## Zemljopis
Općina Bosansko Grahovo se nalazi u jugozapadnom djelu BiH i obuhvaća površinu od 780 km2. Područje općine graniči s općinama Drvar, Glamoč, Livno u Federaciji BiH i općinama Srb, Knin, Kijevo u Republici Hrvatskoj. Grahovska visoravan je prirodno raskrižje puteva što vode za Dalmaciju, Liku, Hercegovinu i Bosnu. Smještena je na više od 800 m iznad mora, pa je odlikuje prava kontinentalna klima, sa surovim i snjegovitim zimama i kratkim i svježim ljetima. Visoravan je okružena golemim planinskim masivima Dinare, Šatora, Staretine, Jadovnika i Uilice čiji su vrhovi između 1650 i 2000 metara.

## Stanovništvo

### Popisi 1971. – 1991.
| Stanovništvo općine Bosansko Grahovo |                |                |                  |
| godina popisa                        | 1991.          | 1981.          | 1971.            |
| Srbi                                 | 7888 (94,91 %) | 7739 (85,68 %) | 10.100 (95,68 %) |
| Hrvati                               | 226 (2,71 %)   | 264 (2,92 %)   | 364 (3,44 %)     |
| Muslimani                            | 12 (0,14 %)    | 5 (0,05 %)     | 14 (0,13 %)      |
| Jugoslaveni                          | 135 (1,62 %)   | 952 (10,54 %)  | 37 (0,35 %)      |
| ostali i nepoznato                   | 50 (0,60 %)    | 72 (0,79 %)    | 40 (0,37 %)      |
| ukupno                               | 8311           | 9032           | 10.555           |

#### Bosansko Grahovo (naseljeno mjesto), nacionalni sastav
| Bosansko Grahovo   |                |                |                |
| godina popisa      | 1991.          | 1981.          | 1971.          |
| Srbi               | 1999 (95,37 %) | 1358 (84,76 %) | 1167 (94,95 %) |
| Hrvati             | 14 (0,66 %)    | 26 (1,62 %)    | 25 (2,03 %)    |
| Muslimani          | 6 (0,28 %)     | 4 (0,24 %)     | 11 (0,89 %)    |
| Jugoslaveni        | 61 (2,91 %)    | 193 (12,04 %)  | 18 (1,46 %)    |
| ostali i nepoznato | 16 (0,76 %)    | 21 (1,31 %)    | 8 (0,65 %)     |
| ukupno             | 2096           | 1602           | 1229           |

### Popis 2013.
| Stanovništvo općine Bosansko Grahovo |                |
| godina popisa                        | 2013.          |
| Srbi                                 | 2028 (82,81 %) |
| Hrvati                               | 393 (16,05 %)  |
| Bošnjaci                             | 6 (0,24 %)     |
| ostali i nepoznato                   | 22 (0,90 %)    |
| ukupno                               | 2449           |

| Bosansko Grahovo – naseljeno mjesto |               |
| godina popisa                       | 2013.         |
| Srbi                                | 600 (92,17 %) |
| Hrvati                              | 45 (6,91 %)   |
| Bošnjaci                            | 0             |
| ostali i nepoznato                  | 6 (0,92 %)    |
| ukupno                              | 651           |

#### Demografska povijest
Prije Drugog svjetskog rata, Bosanskograhovski srez, po popisu iz 1931. godine, imao je 26.118 stanovnika i to pravoslavnih – 24.644 (94,35 %), katolika – 1419 (5,43 %) i muslimana – 48 (0,18 %), 7 (0,04 %) je bilo ostalih vjeroispovijedi.[nedostaje izvor]
U Austrougarskoj je bilo dio Livanjskog sreza.

## Naseljena mjesta
Općinu Bosansko Grahovo sačinjavaju sljedeća naseljena mjesta:
Bastasi, 
Bosansko Grahovo, 
Crnac, 
Crni Lug, 
Donje Peulje, 
Donji Kazanci, 
Donji Tiškovac, 
Duler, 
Gornje Peulje, 
Gornji Kazanci, 
Grkovci, 
Isjek, 
Jaruga, 
Kesići, 
Korita, 
Luka, 
Maleševci, 
Malo Tičevo, 
Marinkovci, 
Mračaj, 
Nuglašica, 
Obljaj, 
Pečenci, 
Peći, 
Preodac, 
Pržine, 
Radlovići, 
Resanovci, 
Stožišta, 
Ugarci,
Uništa, 
Veliko Tičevo, 
Vidovići, 
Zaseok i 
Zebe.

## Povijest
Bosansko Grahovo (Salvia) spominje se kao mjesto na rimskom putu a to je druga cesta iz Salone koja je išla na Bosansko Grahovo, Resanovce, Donji Unac, Bosanski Petrovac, Hum Kokoruš (Sarnade), odatle na sjever lijevom obalom Sane na Prijedor (Ad Pretorivm?) i Boćim kod Dubice za Sisak.
U vrijeme hrvatskih narodnih vladara osnovana je Kninska biskupija (1035. – 1042.). U njezinu sastavu bio je Lapački arhiđakonat. Lapački arhiđakonat je obuhvaćao cijelo lapačko pleme, kojemu je središte bilo na hrvatskoj strani u Donjem Lapcu, gdje se 1183. spominje crkva sv. Ivana Krstitelja, a dopirao je sve do istočne granice kninske biskupije. Taj kraj kao i gornji Unac naselili su sjeverni ogranci plemena Svačića. Isto pleme Svačića živjelo je na području južnog, kninskog arhiđakonata, do Bosanskog Grahova i dalje do Livanjskog polja.
S dolaskom Osmanlijske vlasti stalno mjesto boravka domaćeg hrvatskog puka u ovom području koje je pripadalo vojnoj krajini ili turskoj upravi postalo je nestabilno. Mnogi su selili u sigurnija mjesta uz obalu i pod mletačku vlast, a oni koji su ostajali trpjeli su promjene kolonijalnog sustava i mentaliteta, te naseljenja "Vlaha" koji su bili i katoličke vjere. Na njihovo postojanje upućuje niz zanimljivih dokumenata iz 18. stoljeća.
Od velikog značaja za Bosansko Grahovo i Grahovsko polje s njegovim stanovništvom imali su agrarni ustanci iz polovice devetnaestog stoljeća. Već 1860. godine u kupreškom kraju djeluje emisar srpske vlade Nikola Okanović, rođeni Bosanac i tu ostaje do svoje smrti 1864. godine. On je pripremao ustaničke čete na Kupresu, u Prologu i u Bosanskom Grahovu, te su 1869. godine stigli i posebne četovođe u te krajeve. Tada nije došlo ni do kakvih posebnih ustanaka jer je srpska vlada smatrala to preuranjenim.
Ne dugo iza toga došli su istaknuti srpski agitatori arhimandrit Nićifor Dučić i sarajevski trgovac Bogoljub Petranović koji podiže ustanak novih četa za Kupres, Grahovo, Prolog i Grab – klanac prema Dalmaciji. U tu svrhu nastojalo se predobiti i muslimane protiv Osmanlija i katolike preko franjevaca, da idu za osnutkom srpsko-hrvatske države. Ovi su ustanci u krvi ugušeni, a ni dalje se nije poštovala Seferska naredba od 12. rujna 1859. godine o agrarnim odnosima u Bosni nezadovoljstvo i bijes kršćanske raje i dalje je tinjao prijeteći da se pretvori u ustanak. U tom pravcu stizale su sugestije i pozivi iz slobodne kneževine Srbije vrlo aktivne u Bosni sve do ubojstva kneza Mihajla (1868), a iz Hrvatske, jer je 1848. god. ban Josip Jelačić ukinuo kmetstvo, dolazili su poticaji da se to agrarno pitanje riješi miroljubivim zakonskim putem. To su stajalište zauzeli fra Martin Nedić i Šunjić nastojeći izbjeći prolijevanje krvi, dok je fra Ivan Franjo Jukić bio za oružani ustanak.
Da se zaključiti da ne samo u 17. stoljeću nego i kasnije, katolički "Vlasi" dolaze iz Dalmacije i Like sa svojom stokom na planine zapadne Bosne, Šator i druge, a prate ih kapelani franjevci, te njima imamo zahvaliti obnovljena katolička naselja na području Glamoča i Grahova.
Godine 1918. Bosansko Grahovo je ušlo u sastav Kraljevine SHS, a za vrijeme drugog svjetskog rata u travnju 1941. postaje dio NDH. Na tom području vrlo brzo izbija ustanak lokalnog srpskog stanovništva, a ustanici se dijele na dvije frakcije: rojalističke četnike i komunističke partizane. Zbog strateške važnosti će se na tom području voditi borbe sve do samog kraja rata 1945. god. 
Za vrijeme četničko-partizanskog ustanka 27. srpnja 1941. mjesni su Hrvati gotovo u potpunosti zatrti u pokolju kojeg su srpski ustanici počinili u Bosanskom Grahovu i okolnim selima Obljaju, Luci, Koritima, Ugarcima i Crnom Lugu. Srpski ustanici su opljačkali i spalili sve hrvatske kuće. Pritom valja navesti da je samo 10 % Hrvata iz Bosanskog Grahova i okolice bilo u ustaškom pokretu, dok su ostali bili nenaoružani civili.
Hrvati su se pokušali vratiti u to selo nakon uvjeravanja od talijanskih okupacijskih vlasti, no četnici predvođeni Brankom Bogunovićem su to spriječili.  Prema prema izvješću Župske redarstvene oblasti Knin od 13. studenog 1941., za četničkog vođu piše da "prijeti i danomice ubija i kolje hrvatski narod, sve dotle dok ne ubije do zadnjega Hrvata, jer da u njegovom kraju ne smije biti živo ni jedno hrvatsko lice.". Prije rata je u župi Bosansko Grahovo živjelo više od 1000 Hrvata, a nakon rata je župa, koja je osnovana 1863. godine, u potpunosti nestala. Rimokatolička župa Bosansko Grahovo nestala je 27. srpnja 1941. godine, kada je u potpunosti zatrta četničkim pokoljem kojega je predvodio Branko Bogunović. Uz 62 ubijena Hrvata, grahovski župnik Juraj Gospodnetić je okrutno mučen nabijanjem na ražanj, da bi potom bio živ pečen pred očima svoje majke. Zajedno s ubijenim župnikom, tih je dana ubijeno više od 250 žena, djece i muškaraca Hrvata, župljana Bosanskog Grahova u selima Obljaju, Koritima, Luci, Ugarcima, Crnom Lugu i dr., pa je od prijeratnih oko 1500 vjernika župe Bosansko Grahovo na svojim ognjištima kraj II. svjetskog rata dočekalo samo nekoliko desetaka.
Poslije drugog svjetskog rata korišten je prirodni potencijal ovog područja. Šumsko bogatstvo je omogućilo otvaranje preduzeća za uzgoj i eksploataciju drveta i drvno-prerađivačkog kombinata. U livanjskom polju koje pripada Bosanskom Grahovu je nalazište treseta čija je eksploatacija bila u punom zamahu. U gradu je, u okviru travničkog Borca bila i tvornica gornjih dijelova obuće. Uz nalazišta glinice radila je suvremena ciglana. Sarajevski Unis je bio otvorio tvornicu kugličnih uređaja. Sve je to zajedno omogućavalo veliku zaposlenost ovog kraja. U tom periodu otvorena je gimnazija i škola učenika u privredi, a grad je imao i jedan od najljepših domova kulture tog vremena.
Drvar i Bosansko Grahovo jedine su dvije općine u BiH u kojima 1. ožujka 1992. nije održan referendum o neovisnosti BiH.

## Poznate osobe
- Gavrilo Princip, atentator, pripadnik organizacije "Mlade Bosne"
- Juraj Gospodnetić, svećenik
- Milan Galić, nogometni reprezentativac

## Spomenici i znamenitosti
- Rodna kuća Gavrila Principa
- Šatorsko jezero
- Pećina Lednica
- Momčilova kula. Ostaci srednjovjekovne kule u selu Preodac, 25 km od Grahova, koja nikad nije istražena, tako da se o vremenu gradnje mogu praviti samo pretpostavke. Ono što je sasvim sigurno je da se radi o monumentalnoj građevini koju je kao takvu mogao sagraditi neko od bosanskih vladara ili njegov blizi rođak.
- Središnji spomen-križ poginulim hrvatskim vitezovima; nalazi se u središtu Grahova[7]
- Spomen-ploča poginulim hrvatskim osloboditeljima iz Domovinskog rata.[7]

## Kultura
Tradicionalna manifestacija Dani svetog Ilije proroka održava se od 16. do 19. srpnja. Održava se organizaciji Udruge za očuvanje kulturne i povijesne baštine "Don Juraj Gospodnetić" Bosansko Grahovo, Udruge za očuvanje povijesne i kulturne baštine Hrvata Bosanskog Grahova "Dinara – Ponare" Zagreb i Župe svetog Ilije proroka Bosansko Grahovo. U sklopu manifestacije na relaciji Bosansko Grahovo – Tičevo održava se biciklijada, planinari se od Tičeva na Šator, dok se natjecanje u plivanju održava u Šatorskom jezeru. U župnoj crkvi sv. Ilije proroka u Obljaju započela je trodnevnica Sveta misa. U sklopu manifestacije je pozivni malonogometni turnir "Sveti Ilija" (od 2002.). Od 2012. u Koritima kod Bos. Grahova održava se hrvatska pjesnička manifestacija Pjesničko sijelo u čast Don Jurja Gospodnetića. Na dan središnje proslave patrona župe Bosansko Grahovo održava se svečano koncelebrirano slavlje, a zatim slijedi prigodni kulturno-umjetnički program i objed za sve nazočne. U kulturno umjetničkom programu sudjeluju kulturno-umjetnička društva, glazbeni sastavi i glazbenici koji sviraju na tradicijskim hrvatskim glazbalima.

## Šport
- NK Grahovo

## Vanjske poveznice
- Službena stranica općine Bosansko Grahovo  Arhivirana inačica izvorne stranice od 11. veljače 2021. (Wayback Machine)
- Turistička zajednica Hercegbosanske županije – Bosansko Grahovo  Arhivirana inačica izvorne stranice od 13. prosinca 2010. (Wayback Machine)